# Haltestelle Wien Gersthof

Die Haltestelle Wien Gersthof liegt an der Grenze von Gersthof zu Weinhaus und bildet den zentralen Verkehrsknotenpunkt im 18. Wiener Gemeindebezirk Währing. Sie wurde ursprünglich als Bahnhof der Wiener Dampfstadtbahn in Hochlage eröffnet und wird heute von der S-Bahnlinie S45 bedient. Die Station, seit Aufgabe des Güterverkehrs nur noch eine Haltestelle ohne Weichen, steht ebenso wie große Abschnitte der Vorortelinie unter Denkmalschutz (Listeneintrag).

## Geschichte

Die Station im Ursprungszustand, aufgenommen vor 1905

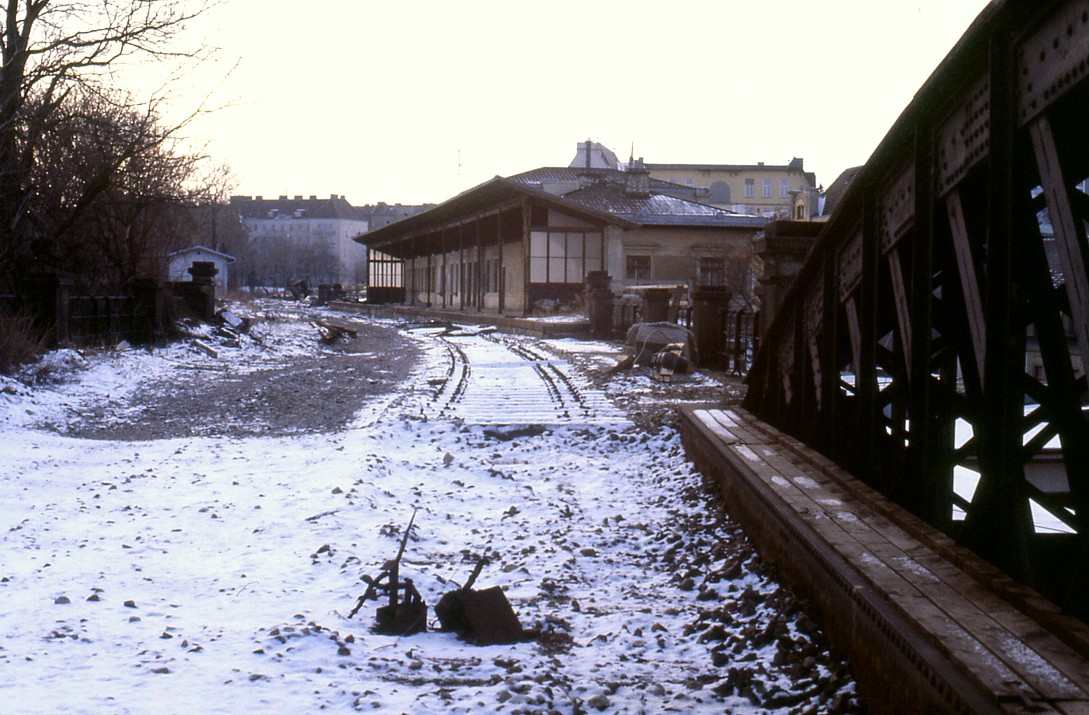
Das östliche Aufnahmsgebäude, im Bild links, fehlt 1981 komplett.

Der Bahnhof Gersthof, wie die gesamte Stadtbahn vom Architekten Otto Wagner gestaltet, wurde im Oktober 1895 baulich fertiggestellt und am 11. Mai 1898, im Zuge der Eröffnung der Vorortelinie, seiner Bestimmung übergeben. Nach Ende des Ersten Weltkrieges musste 1918 der Betrieb wegen Kohlemangel reduziert werden. In den 1920er Jahren wurden die Wiental-, Donaukanal- und Gürtellinie der Stadtbahn von der Stadt Wien übernommen, nicht jedoch die Vorortelinie, welche bei der Commission für Verkehrsanlagen in Wien verblieb. Der reguläre Personenverkehr wurde 1932 eingestellt. In den folgenden Jahren gab es nur noch sporadischen Personenverkehr, die Strecke wurde hauptsächlich für den Güterverkehr genützt. Gegen Ende des Zweiten Weltkrieges wurde die Station durch Bombentreffer schwer in Mitleidenschaft gezogen. Als man sich in den 1980er Jahren schließlich auf eine Reaktivierung der Vorortelinie einigte, musste die gesamte Ostfassade der Station abgetragen und komplett neu aufgebaut werden. Die beiden Aufnahmsgebäude mit je einem Außenbahnsteig sind heute weitgehend in der Originalarchitektur Otto Wagners erhalten und stehen unter Denkmalschutz. Am 31. Mai 1987 wurde die renovierte Vorortelinie wiedereröffnet und als Linie S45 in das Netz der Wiener S-Bahn integriert.
Bis Juni 2016 wurde die Haltestelle unter laufendem Betrieb generalsaniert. Die Arbeiten umfassten unter anderem die Instandsetzung der Außenfassaden und Innenräume sowie die Erneuerung der Beleuchtung und des Wegeleitsystems. Um die barrierefreie Erreichbarkeit zu verbessern, wurden Teile der historischen Zugangstüren automatisiert und die beiden Aufzugsanlagen erneuert.

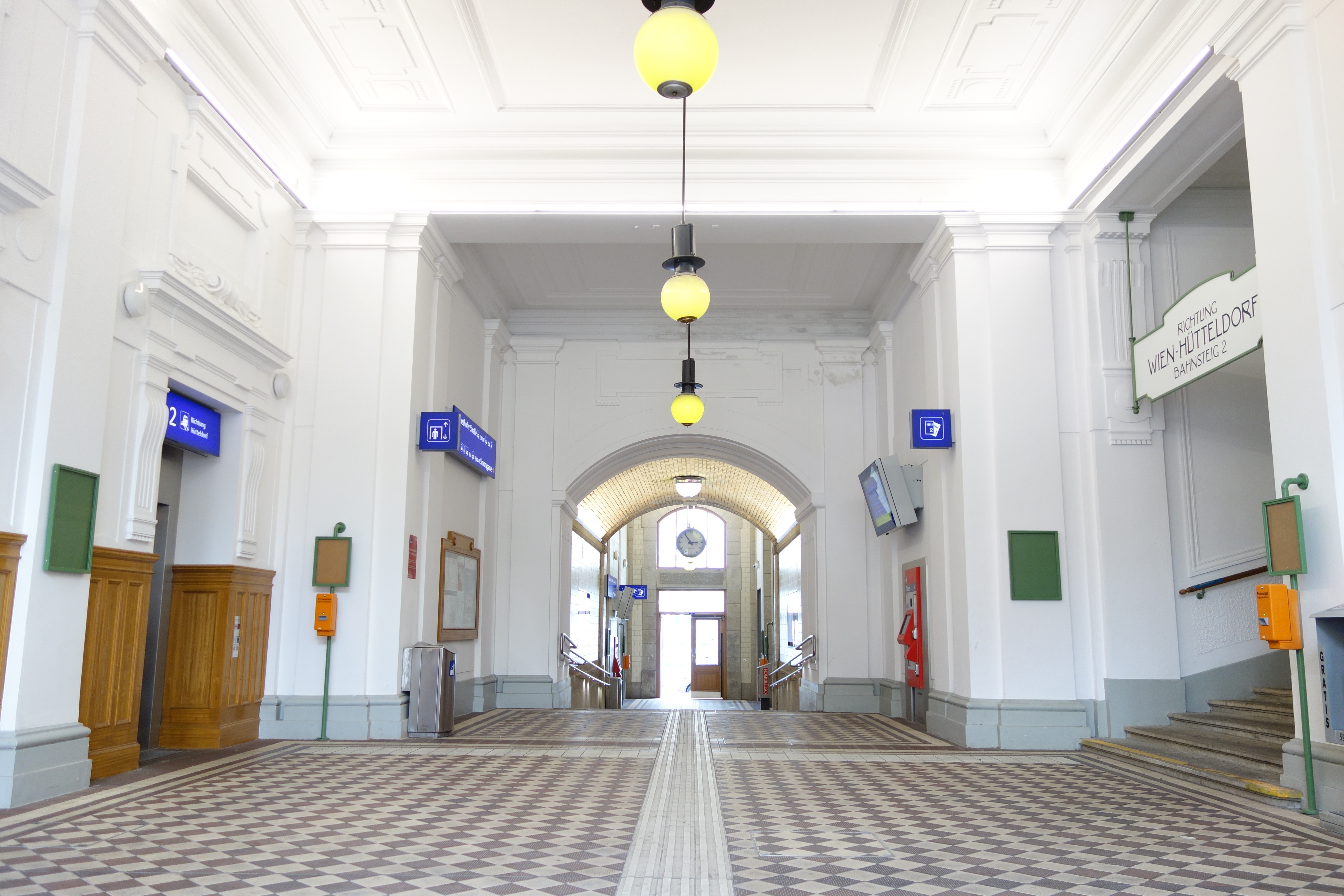
Westliche Eingangshalle mit integriertem Stadtbahnbogen
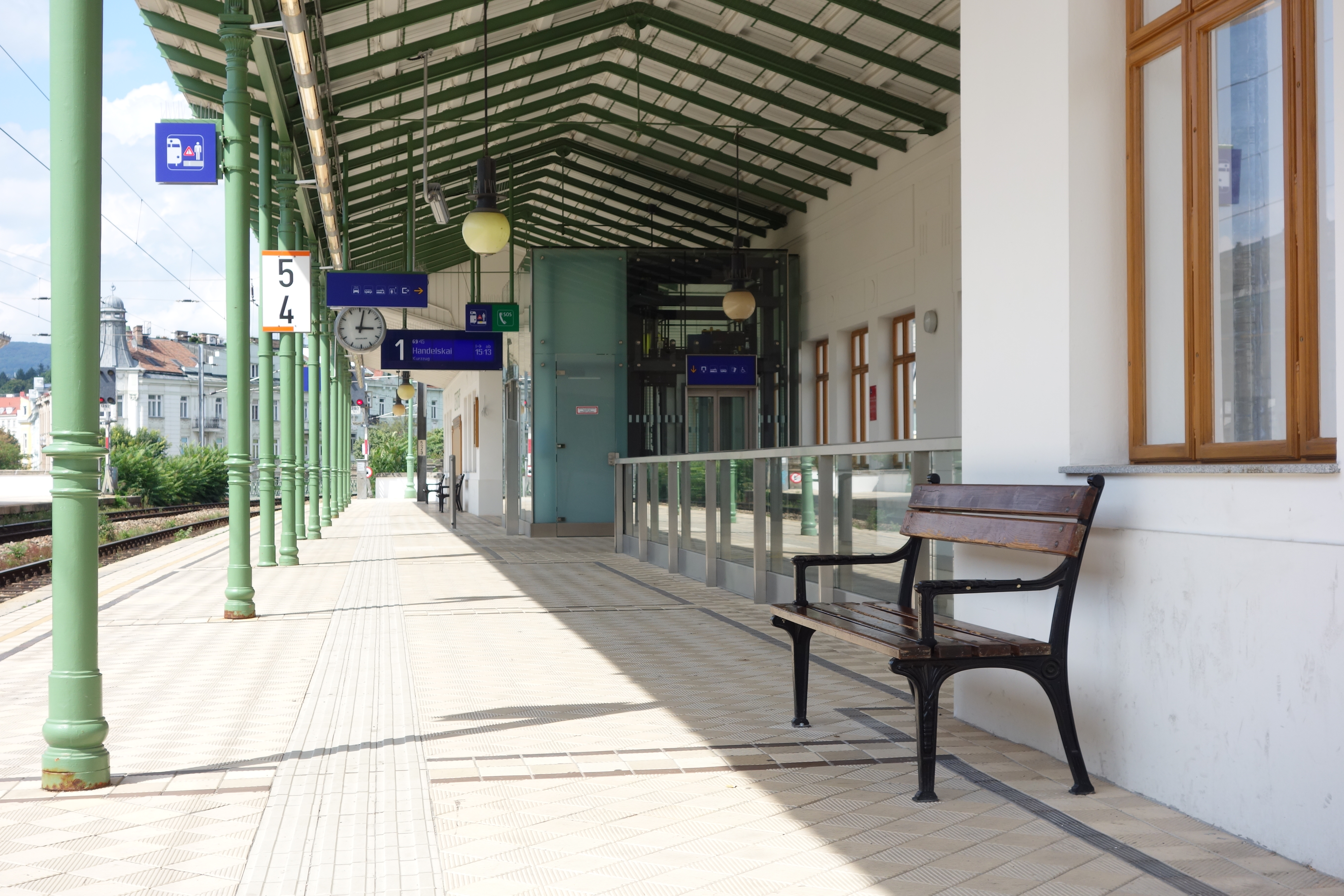
Bahnsteig 1
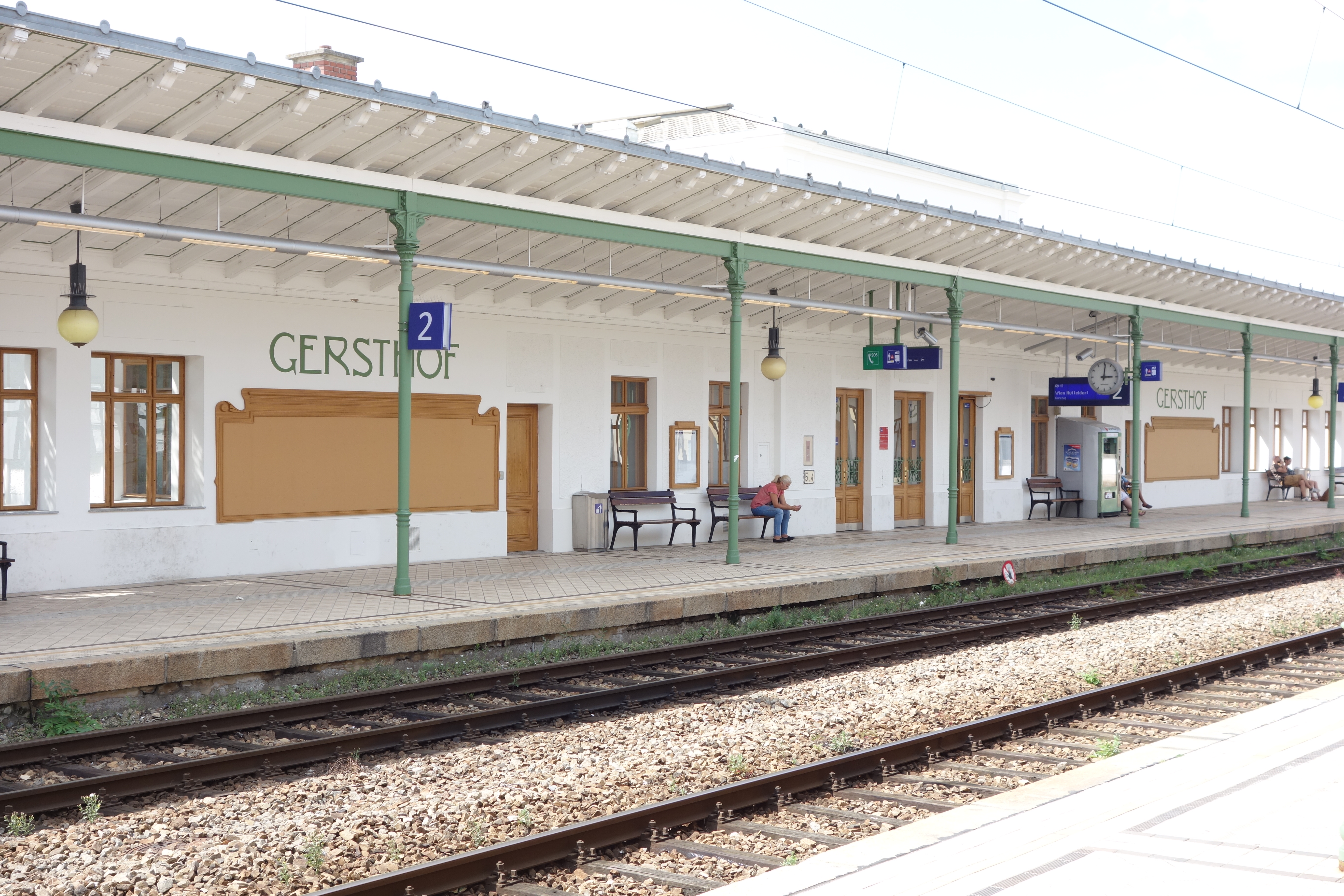
Bahnsteig 2

## Lage und Ausstattung
Die Haltestelle erstreckt sich in Hochlage von der Gentzgasse bis zur Währinger Straße, die beiden Aufnahmsgebäude sind durch den als Bahnsteigzugang dienenden Personentunnel miteinander verbunden. Das östliche an Gleis 1 hat die Anschrift Simonygasse 1, das westliche an Gleis 2 liegt an der Gersthofer Straße 2H. Nördlich der Station befindet sich der Kleine Türkenschanztunnel. In der Nähe befinden sich außerdem der Türkenschanzpark und die Universitätssternwarte Wien.
Die Züge der Linie S45 verkehren Montag bis Freitag tagsüber alle 10 Minuten; am Abend, Samstag, Sonn- und Feiertag alle 15 Minuten in Richtung Wien Hütteldorf und Handelskai.
Die Bahnsteige sind barrierefrei erreichbar, ein stufenfreier Zugang zum Aufnahmsgebäude besteht jedoch nur über den Zugang von der Simonygasse. Aufgrund der niedrigen Bahnsteige ist kein niveaufreies Einsteigen in die Züge möglich. Die planmäßig auf der S45 eingesetzten Züge des Typs Talent führen Rampen mit an Bord, mit denen die Höhendifferenz überwunden werden kann. Die teilweise noch als Ersatz verkehrenden Vorgänger der Reihe 4020 sind hingegen nicht barrierefrei. Im Erdgeschoß des Aufnahmegebäudes befinden sich Fahrkartenautomaten und ein Kaffeehaus mit angeschlossenem Gastgarten; in der früheren Personenkasse wird zudem ein Kiosk betrieben.

## Linien im Verkehrsverbund Ost-Region

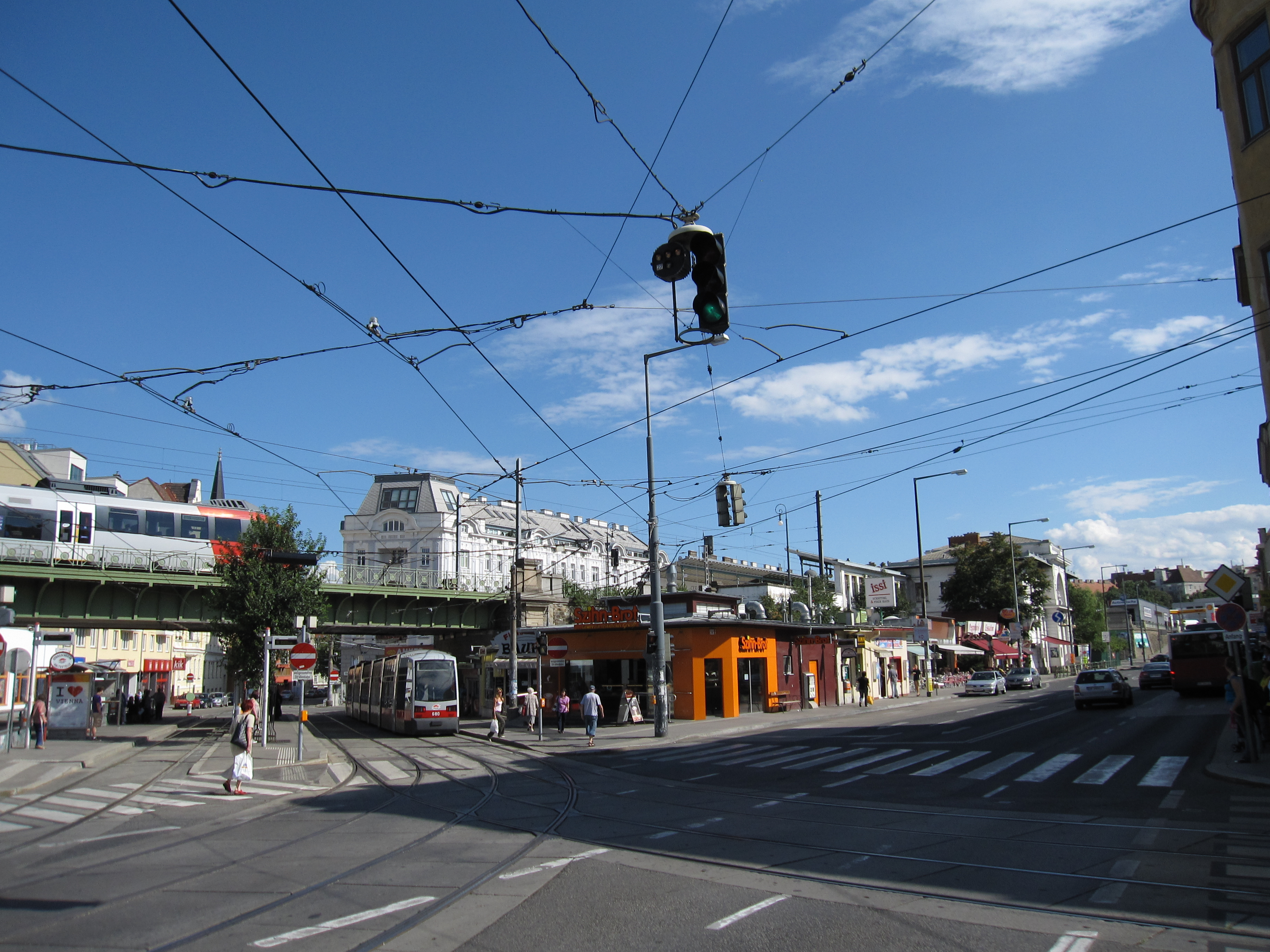
Straßenbahn- und Autobushaltestelle

Am Nahverkehrsknoten Gersthof kreuzen sich drei Linien der Wiener Straßenbahn. Die Tangentiallinie 9, welche vom Westbahnhof kommt und nördlich der Haltestelle bei der Wallrißstraße ihre Endstelle hat, und die Radiallinien 40 und 41, welche vom Schottentor zur Herbeckstraße bzw. nach Pötzleinsdorf führen. Des Weiteren wird die Station von der Autobuslinie 10A bedient.
 Handelskai – Wien Heiligenstadt – Wien Oberdöbling – Wien Krottenbachstraße – Wien Gersthof – Wien Hernals – Wien Ottakring – Wien Breitensee – Wien Penzing – Wien Hütteldorf
9 Wallrißstraße – Gersthof – Elterleinplatz – Schweglerstraße – Westbahnhof
40 Herbeckstraße – Gersthof – Währinger Straße-Volksoper – Schottentor
41 Schottentor – Währinger Straße-Volksoper – Gersthof – Pötzleinsdorf
10A Heiligenstadt – Gersthof – Johnstraße – Schönbrunn – Meidling Hauptstraße – Niederhofstraße
N41 Schottentor – Währinger Straße-Volksoper – Gersthof – Pötzleinsdorf